# 피로바쿨룸 이슬란디쿰
피로바쿨룸 이슬란디쿰은 피로바쿨룸속에 속하는 한 종이다.